# Šolska tabla
Šolska tabla je kos pohištva in sestavni del vsakega razreda v osnovnih in srednjih šolahkjer so namenjene deljenju znanja med učenci. V preteklosti so bile šolske table predvsem zelene barve in po njih se je pisalo s kredami, danes pa v razrede vse bolj prihajajo bele table in z njimi pisanje s flomastri na vodni osnovi. Poleg zelenih in belih tabel se v šolah uporabljajo tudi table s črno površino, po katerih se lahko piše s kredami ali krednimi flomastri. Površine zelenih šolskih tabel so bile v preteklosti predvsem iz laminata, z razvojem pa so zelene table le še emajlirane, predvsem zaradi razlike v kakovosti površine. 
Emajlirana površina je najbolj kakovostna pisalna površina za table trenutno na trgu in je odporna na praske, kemikalije in temperaturo. Na trgu so prisotne tudi table z lakirano površino, pri kateri je potrebno biti previden pri uporabi ustreznih pisal in predvsem krp za čiščenje, ker grobo rokovanje s tako površino vpliva na njeno uporabnost. Emajlirane površine so izdelane iz emajla, ki je žgan na jeklo pri več kot 700 stopinjah, lakirana površina pa ima vžgan lak pri 200⁰C.
Način obdelave površine in sestava površine tako danes določa kakovost pisalne površine in s tem tudi ceno. Zahtevnejši uporabniki in tisti, ki želijo tablo uporabljati dlje časa in pogosteje, se odločijo za tablo z emajlirano površino, med temi so predvsem šole in podjetja, vse pogosteje pa tudi posamezniki. Slednji se ob občasni uporabi tabel odločijo tudi za tablo z lakirano površino, ki je cenejša.

## Zgodovina tabel
Šolske table so ena izmed najbolj revolucionarnih odkritij izobraževalnega sistema. Njihova uvedba v izobraževalnem sistemu je imela velik vpliv na učinkovitost v razredu. Uporabljali so jih že v antičnih časih, ko so pisali na glino.
Prve stenske table, ki so bile podobne današnjim, po njih pa se je pisalo s kredami, naj bi začeli uporabljati na začetku 19. stoletja, kot začetnik takega načina poučevanja pa se omenja James Pillans, ravnatelj in učitelj geografije na šoli v Edinburghu. Nekateri viri omenjajo že leto 1739, ko je bil v angleškem slovarju zapis o pisanju "s kredami po tablah."
Kljub uporabi sodobnih tehnologij je šolska tabla še vedno tisti pripomoček, ki pri pisanju pri ljudeh spodbudi največ senzornih centrov v možganih in s tem pozitivno vpliva na boljše pomnjenje in hitrejši razvoj možganov.